# Santa Margherita Maria Alacoque
Santa Margherita Maria Alacoque är en kyrkobyggnad i Rom, helgad åt den heliga Marguerite-Marie Alacoque. Kyrkan är belägen vid Via Germano Sommeiller i Rione Esquilino och tillhör församlingen Santa Croce in Gerusalemme. Kyrkan innehas av Jesu heliga hjärtas apostlar, en kvinnlig kongregation, grundad 1894 av vördnadsvärda Clelia Merloni.

## Beskrivning
Kyrkan uppfördes mellan 1922 och 1925, men den konsekrerades inte förrän 1950. Arkitekterna Pietro Picca och Raffaele Pietrostefani ritade den enskeppiga interiören, dekorerad med marmor och förgyllningar. Högaltaret har intarsiaarbeten i lapis lazuli, malakit, onyx och alabaster. 
Cleto Liuzzi har utfört högaltarmålningen som framställer de heliga Marguerite-Marie Alacoque, Petrus, Paulus, Frans av Sales och Franciskus av Assisi som tillber Jesu heliga hjärta. Liuzzi har även målat sidoaltarmålningarna, vilka visar Jungfru Maria och den helige Josef.
Julnatten 1936 tog vördnadsvärda Antonietta Meo emot sin första Kommunion i denna kyrka.